# Denham Springs
Denham Springs is een plaats (city) in de Amerikaanse staat Louisiana, en valt bestuurlijk gezien onder Livingston Parish.

## Demografie
Bij de volkstelling in 2000 werd het aantal inwoners vastgesteld op 8757.
In 2006 is het aantal inwoners door het United States Census Bureau geschat op 10.439, een stijging van 1682 (19.2%).

## Geografie
Volgens het United States Census Bureau beslaat de plaats een oppervlakte van
15,7 km², waarvan 15,6 km² land en 0,1 km² water. Denham Springs ligt op ongeveer 13 m boven zeeniveau.

## Plaatsen in de nabije omgeving
De onderstaande figuur toont nabijgelegen plaatsen in een straal van 16 km rond Denham Springs.